# Chrást (Křesetice)
Chrást (německy Chrast) je malá vesnice, část obce Křesetice v okrese Kutná Hora. Nachází se asi 1,5 km na jihovýchod od Křesetic.
Chrást leží v katastrálním území Chrást u Křesetic o rozloze 2,31 km².

## Historie
První písemná zmínka o vesnici pochází z roku 1448.

## Fotogalerie

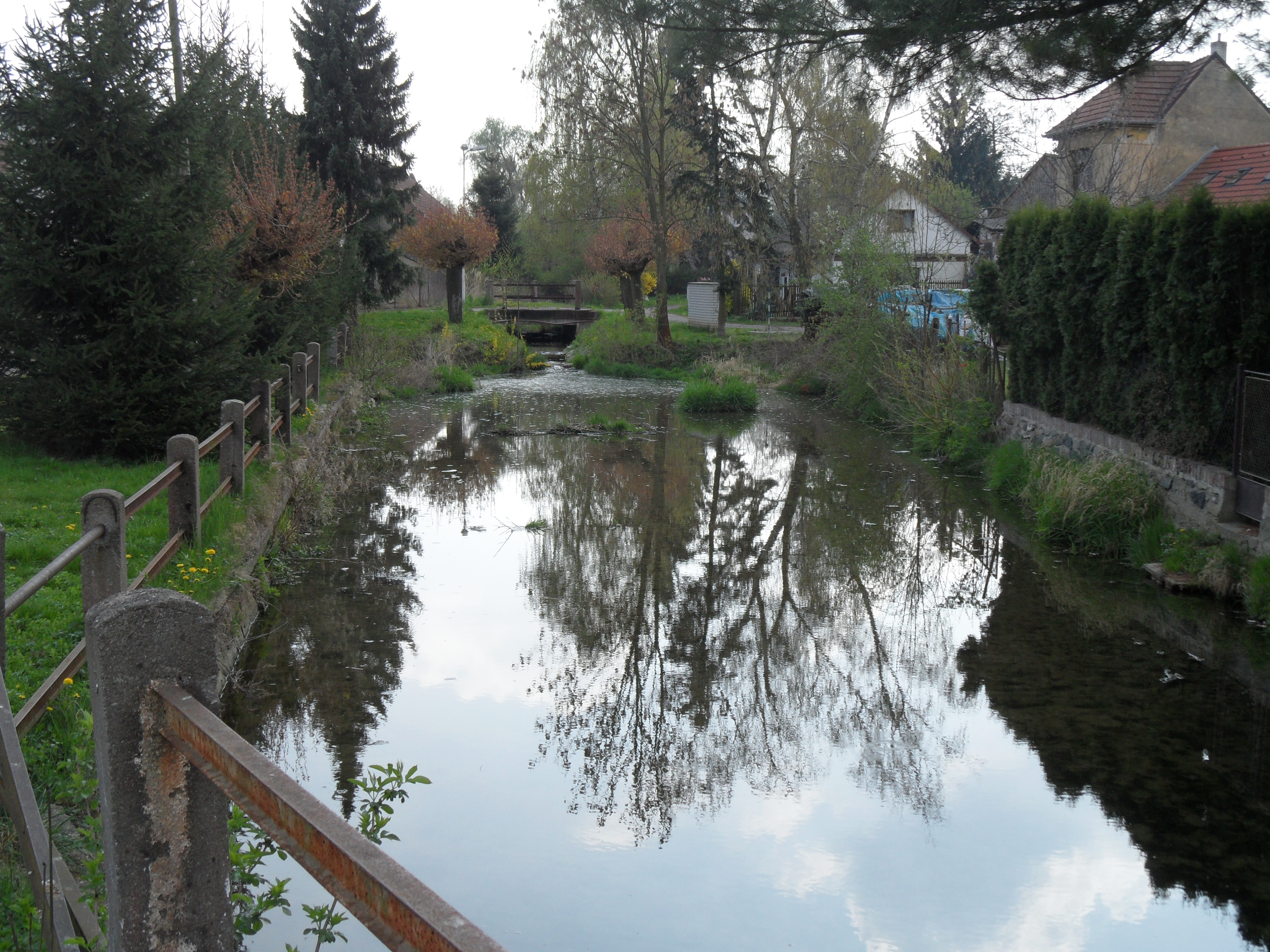
Ještěrný potok v centru obce
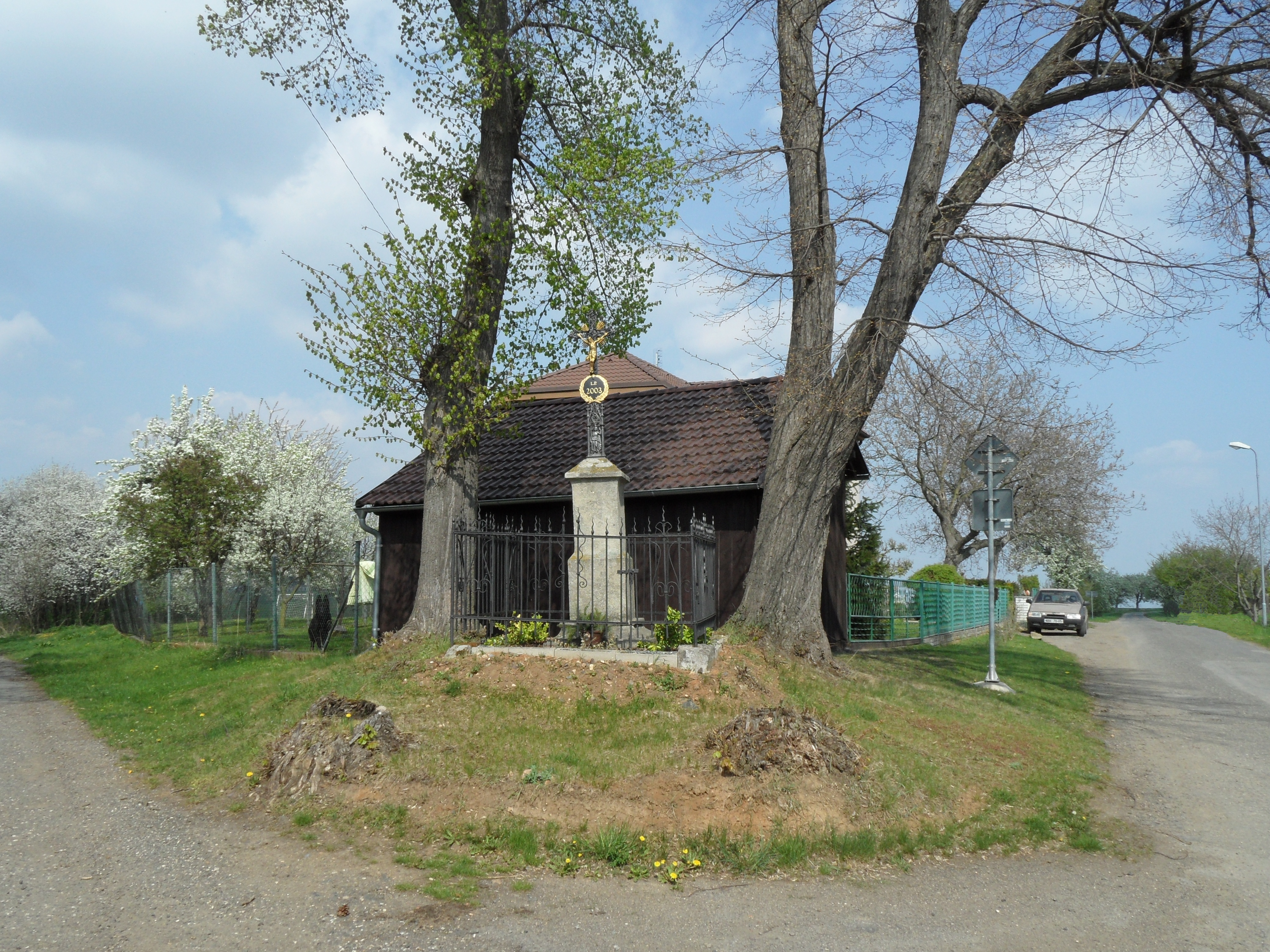
Křížek
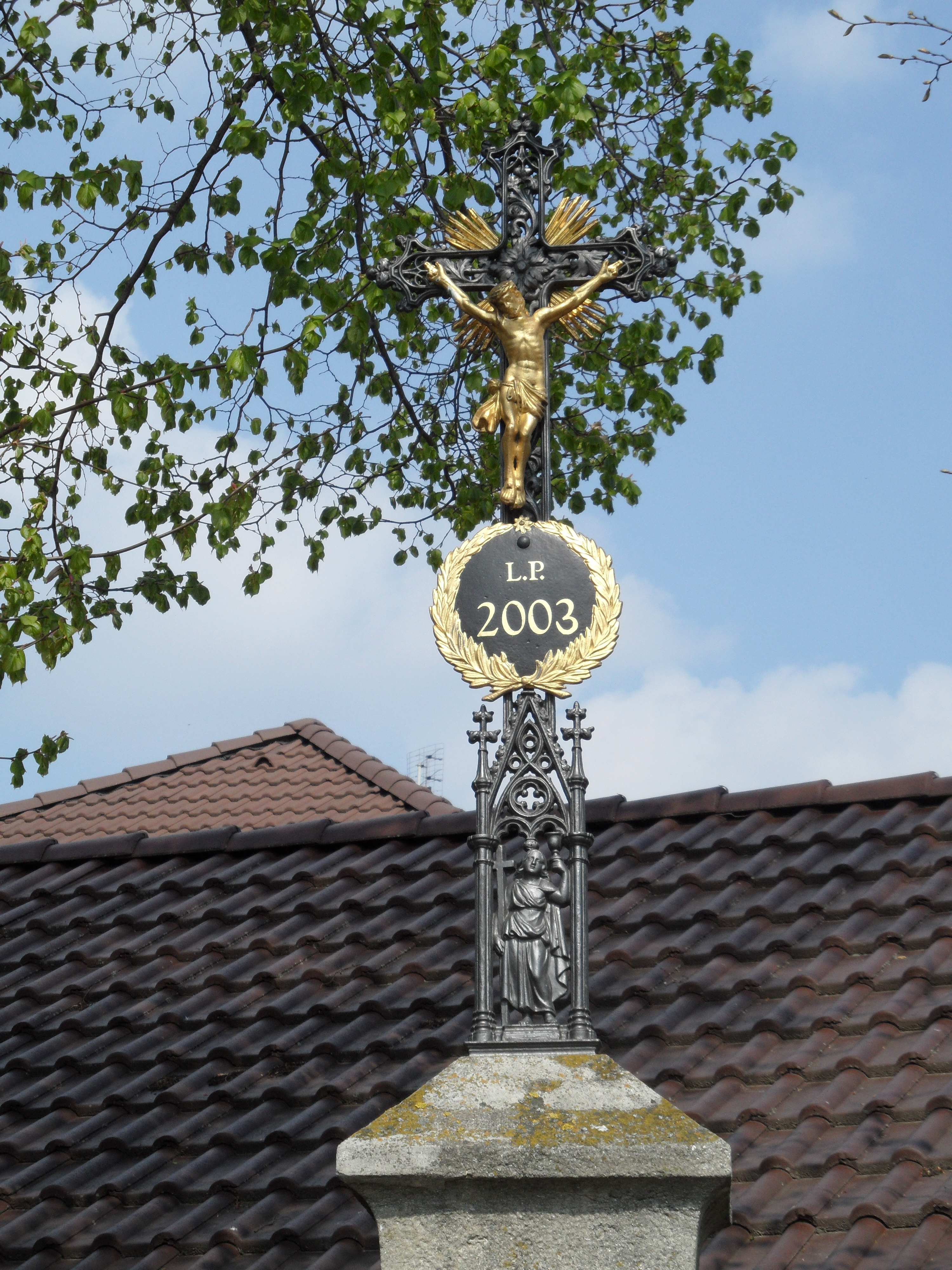
Detail křížku
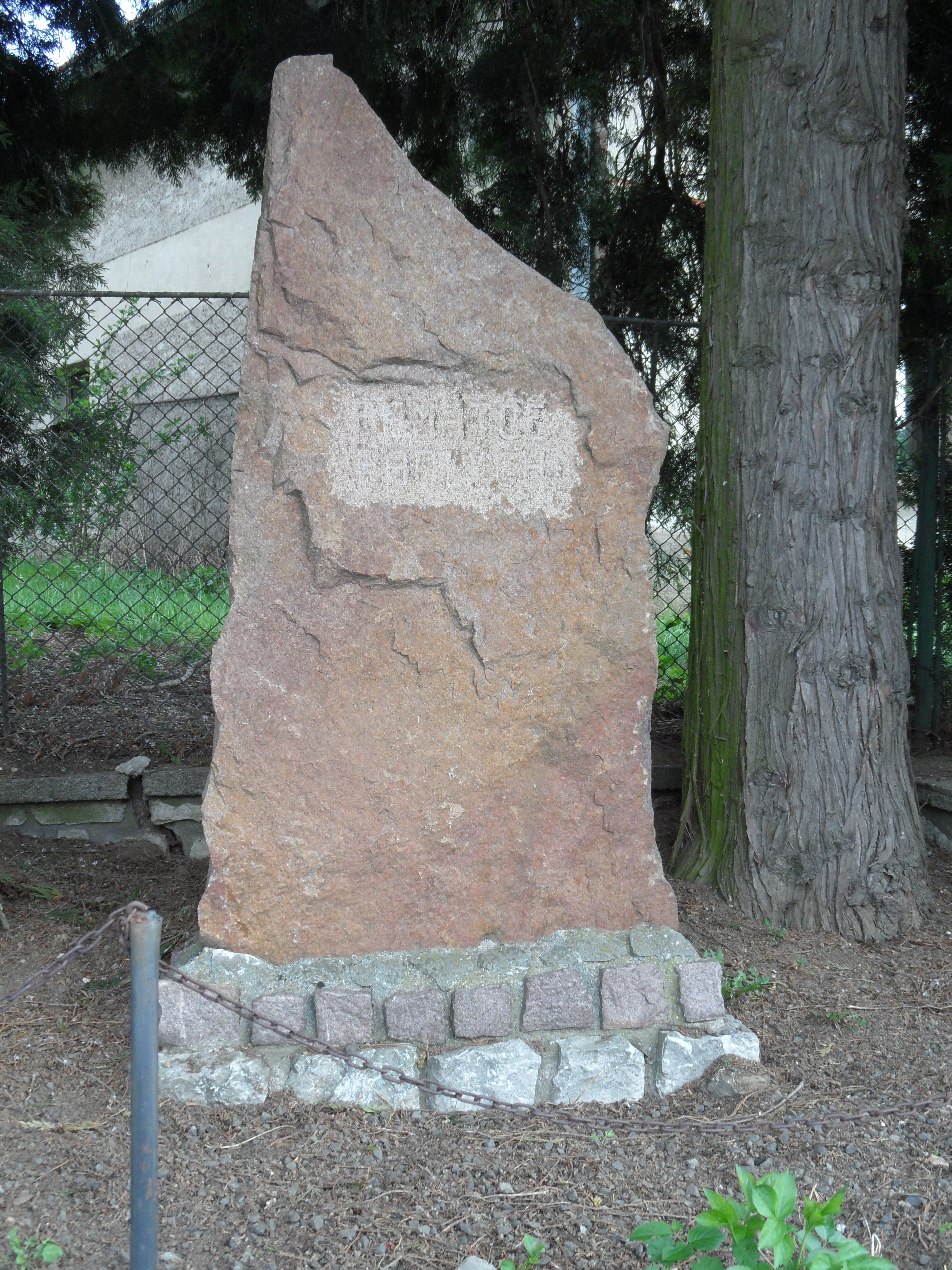
Památník